# 秘密 (谷崎潤一郎)
『秘密』（ひみつ）は、谷崎潤一郎の短編小説。普通の刺戟に飽いてしまった男が美しく女装して町に繰り出したり、再会した昔の女の秘密の住居に目隠しをしたままで赴いたりする物語。
1911年（明治44年）11月、『中央公論』に掲載された。初収録は同年12月に籾山書店より刊行の『刺青』。

## あらすじ
元いた環境から逃げ出したくなった「私」は、とある寺に住み着いた。夜な夜な読書したり酒を飲んだり変装したりして街に繰り出していたが、古着屋で見つけた小紋縮緬の袷をきっかけに本格的な女装をはじめる。
古風なセンスとその美貌とで女性としての魅力に自信を持つようになった「私」だったが、ある日、昔関係を持っていたT女と再会する。それからお互い秘密を纏ったまま逢瀬を重ねていたが、男はその秘密が知りたくなり、ついには女の住処を突き止めてしまう。秘密を知った男はT女への興味を失くし、より色濃い、血だらけな歓楽を求めるようになる。

## 主な登場人物
私
寺での隠遁生活をはじめ、夢のような世界を追い求めて変装や探偵小説などを読み漁る。T女と再会するが、女の秘密を守れずに暴いてしまう。
T女
2-3年前に「私」と関係を持っていたが、再会後、素性を秘密にしたまま逢瀬を重ねる。
車夫
T女の使いで、2人の逢瀬のために街をぐるぐる走る。
父
「私」の父親。幼い「私」を深川八幡に連れて行く。
寺の者
「私」が住む寺の人たち。
大柄の女
「私」が戦慄するほど気に入った、古着屋で見つけた袷の元の持ち主。
交番の巡査、通行人
「私」の女装に気が付かない。
幾人の女の群
「私」の女装に気が付かないどころか、羨望の視線を送る人もいる。
男
T女と映画の見物に来た紳士。